# Obrambni sistem Kotorja
 Obrambni sistem Kotorja (italijansko Fortificazioni di Cattaro) je celosten zgodovinski utrdbeni sistem, ki je ščitil srednjeveško mesto Kotor (takrat imenovano Cattaro la veneziana), ki je vseboval obzidje, stolpe, citadele, vrata, bastijone, utrdbe, zbiralnike, grad ter pomožne zgradbe in strukture. To je vojaška arhitektura predvsem iz obdobja Benetk, pa tudi nekaj iz obdobja Ilirije, Bizanca in Avstrije. Utrdbe so bile skupaj s starim mestom in naravno okolico leta 1979 vpisane v seznam svetovne dediščine z imenom Naravna in kulturnozgodovinska regija Kotor in predstavljajo edino tovrstno najdišče kulturnega pomena v Črni gori.
Utrjeno mesto Kotor je bilo vključeno na seznam Unescove svetovne dediščine kot del Beneških obrambnih del med 15. in 17. stoletjem: Stato da Terra - zahodni Stato da Mar leta 2017.

## Zgodovina
Vrh hriba Sveti Jovan je bil že v ilirskem času utrjen. V 6. stoletju je trdnjavo rekonstruiral cesar Justinijan I. Z umikom Bizantincev je sčasoma in kljub številnim vpadom dosegla nekaj neodvisnosti, vendar to ni imelo trajnih učinkov na utrdbe. To se je spremenilo, ko je leta 1420 takrat neodvisna republika Cattaro (ena od neolatinskih dalmatinskih mestnih držav) podlegla beneški vladavini.
V sklopu Albanije Venete so utrdbe dobile sedanjo strukturo. V tem času je bilo uspešno osmansko obleganje, ki mu je sledila zasedba, 1538 - 1571 in 1657 - 1699. Leta 1797 so utrdbe prešle v Habsburško monarhijo s Campoformijsko mirovno pogodbo. Leta 1805 je bil Kotor (takrat imenovan Cattaro) z  Bratislavskim mirom dodeljen enoti Francoskega cesarstva, Napoleonovemu  Italijanskemu kraljestvu, vendar so ga sprva zasedle ruske čete pod Dmitrijem Senjavinom, dokler ga niso leta 1807 zapustile v skladu s Tilsitsko pogodbo. Tri leta kasneje je bil vključen v Ilirske province Francoskega cesarstva. Utrdbe mesta je napadel britanski pomorski častnik William Hoste s svojo ladjo HMS Bacchante (38 topov). Na "nevojaški način" je z blokom in priborom vlekel ladijske topove na položaje nad utrdbo in začel granatiranje.  Po desetdnevnem obleganju francoski garnizon ni imel druge možnosti in se je 5. januarja 1814 predal.
V skladu z zaključki dunajskega kongresa je bil Kotor vrnjen v Avstrijsko cesarstvo. Po porazu v prvi svetovni vojni so Avstrijci odšli in trdnjava ni imela več posadke. Med drugo svetovno vojno so Kotor zasedle sile osi in je bil del italijanskega guvernatorata Dalmacija. Nemške čete so mesto zasedle septembra 1943: osvobojeno je bilo 21. novembra 1944, datum, ki so ga praznovali nad Morskimi vrati.
Močni potresi, ki so poškodovali utrdbe, so se zgodili leta 1563, 1667, nazadnje pa 15. aprila 1979.

## Opis
Srednjeveški del mesta Kotor leži na trikotnem koščku kopna, ki meji na najbolj notranji podaljšek Kotorskega zaliva na njegovi jugozahodni strani, reko Skurda proti severu in goro sv. Jovan proti vzhodu. Mestno obzidje ščiti mesto na njegovi severni in jugozahodni strani, proti vodam. Obzidje je utrjeno z bastijoni, najbolj vidna sta stolp Kampana in citadela (13. do 14. stoletje) blizu točke, kjer reka vstopi v zaliv. Blizu so Morska vrata (tudi Glavna vrata) iz leta 1555, ki omogočajo dostop iz zaliva, druga vrata do mesta pa so Rečna vrata (tudi Severna vrata) iz leta 1540 z bližnjim bastijonom Bembo iz leta 1540 in Gurdijska vrata (tudi Južna vrata), slednja so bila večkrat spremenjena in utrjena s Gurdijskim bastijonom iz leta 1470. Bastijon Bembo je bil spremenjen v odprto gledališče. Dva dodatna vhoda sta bila en, obzidan južno od Morskih vrat, drug, Spiljarska vrata, pa na obrobju pobočja proti stari cesti v Cetinje. Iz Bembo in Gurdic bastijona se obzidje vzpne do vrha hriba sv. Jovana, in ščiti mesto. Okopi imajo položaje na različnih točkah; znotraj njih je omrežje komunikacij in dodatne zgradbe, vključno s cerkvijo naše Gospe rešiteljice iz leta 1518. Na vrhu hriba je grad San Giovanni na višini 280 metrov, ki obvladuje vzhodni del zaliva, utrdbeni sistem in mesto. Za grajskim hribom se naseljeno in gorato podeželje dalje vzpenja proti Lovćenu. Obseg zunanje stene je 4,5 km, debelina med 2 in 16 m, višina do 20 m.

## Zaščita
Potres leta 1979 je poškodoval večino zgradb v Kotorju, vključno z utrdbami. Mesto je bilo istega leta uvrščeno na seznam svetovne dediščine in tudi na seznam ogrožene dediščine. Po sanaciji so ta status leta 2003 odstranili, vendar je večina sanacij potekala v starem mestu. Utrdbe so najpomembnejši vidik območja svetovne dediščine in čeprav vsebujejo elemente različnih epoh, so Benečani zgradili večino sedanjih struktur. Kot tak spomenik predstavlja enega najpomembnejših primerov obrambne beneške vojaške arhitekture. Mednarodni svet za spomenike in najdišča je leta 2001 pozval k oživitvi trdnjave. Evropska komisija se je za utrdbo zanimala ne le zaradi njenega kulturnega pomena, ampak tudi za ohranjanje in razvoj kot vir za turizem, ki je glavni del lokalnega gospodarstva. Utrdbe so našli v slabem stanju. Zapuščene so bile od odhoda Avstrijcev leta 1918. Pomanjkanje vzdrževanja, erozije, potresi in rastlinje so prispevali k nadaljevanju propadanja. Predlagano je bilo obnoviti obzidje ob pobočju in mestu ter popraviti stolpe in razgledne točke, pešpoti in pomožne stavbe, da bi popravili utrdbeni kompleks in izkoristili njegov gospodarski potencial. 
- Grad San Giovanni in zahodno obzidje.
- Morska vrata, glavni vhod v staro mesto.
- Kotorski zaliv – pogled iz gradu.
- Obnovljen stolp Kampana.
- Grad San Giovanni, Kotor, Kotorski zaliv.